# Lista siturilor arheologice din județul Vaslui - D
Lista siturilor arheologice din județul Vaslui - D conține toate siturile arheologice din județul Vaslui înscrise în Repertoriul Arheologic Național (RAN) și aflate în localități al căror nume începe cu litera D. RAN este administrat de Ministerul Culturii și Patrimoniului Național și cuprinde date științifice, cartografice, topografice, imagini și planuri, precum și orice alte informații privitoare la zonele cu potențial arheologic, studiate sau nu, încă existente sau dispărute.
Puteți căuta un sit din localitățile care încep cu litera D folosind formularul de mai jos sau puteți naviga prin toate siturile din județ la Lista siturilor arheologice din județul Vaslui.
| Cod RAN                                   | Denumire | Localitate                     | Adresă                   | Datare                   | Descoperit | Coordonate | Imagine           | Erori            |
| ----------------------------------------- | --- | ------------------------------ | ------------------------ | ------------------------ | ---------- | ---------- | ----------------- | ---------------- |
| 163262.01.01 (Cod LMI: VS-I-s-B-06666)    | Așezarea medievală de la Dănești - "La Islaz" / ansamblu anonim (Categorie: locuire civilă) (Tip: Așezare)                                   | sat Dănești, comuna Dănești    | La Islaz                 | sec. IX - XV             |            |            | Încărcați imagine | Raportați eroare |
| 166725.01.01 (Cod LMI: VS-I-m-B-06667.07) | Situl arheologic de la Dodești - "La Șipot" / ansamblu anonim (Categorie: locuire) (Tip: Așezare)                                            | sat Dodești, comuna Dodești    | La Șipot și Călugăreasca | Noua                     |            |            | Încărcați imagine | Raportați eroare |
| 166725.01.02 (Cod LMI: VS-I-m-B-06667.06) | Situl arheologic de la Dodești - "La Șipot" / ansamblu anonim (Categorie: locuire) (Tip: Așezare)                                            | sat Dodești, comuna Dodești    | La Șipot și Călugăreasca |                          |            |            | Încărcați imagine | Raportați eroare |
| 166725.01.03 (Cod LMI: VS-I-m-B-06667.05) | Situl arheologic de la Dodești - "La Șipot" / ansamblu anonim (Categorie: locuire) (Tip: Așezare)                                            | sat Dodești, comuna Dodești    | La Șipot și Călugăreasca | sec. II - III            |            |            | Încărcați imagine | Raportați eroare |
| 166725.01.04 (Cod LMI: VS-I-m-B-06667.04) | Situl arheologic de la Dodești - "La Șipot" / ansamblu anonim (Categorie: locuire) (Tip: Așezare)                                            | sat Dodești, comuna Dodești    | La Șipot și Călugăreasca | sec. IV                  |            |            | Încărcați imagine | Raportați eroare |
| 166725.01.05 (Cod LMI: VS-I-m-B-06667.03) | Situl arheologic de la Dodești - "La Șipot" / ansamblu anonim (Categorie: locuire) (Tip: Așezare)                                            | sat Dodești, comuna Dodești    | La Șipot și Călugăreasca | sec. V - VII             |            |            | Încărcați imagine | Raportați eroare |
| 166725.01.06 (Cod LMI: VS-I-m-B-06667.08) | Situl arheologic de la Dodești - "La Șipot" / ansamblu anonim (Categorie: locuire) (Tip: Așezare)                                            | sat Dodești, comuna Dodești    | La Șipot și Călugăreasca | Stoicani - Aldeni        |            |            | Încărcați imagine | Raportați eroare |
| 166725.01.07 (Cod LMI: VS-I-m-B-06667.02) | Situl arheologic de la Dodești - "La Șipot" / ansamblu anonim (Categorie: locuire) (Tip: Așezare)                                            | sat Dodești, comuna Dodești    | La Șipot și Călugăreasca | sec. VIII - XI           |            |            | Încărcați imagine | Raportați eroare |
| 166725.01.08 (Cod LMI: VS-I-m-B-06667.01) | Situl arheologic de la Dodești - "La Șipot" / ansamblu anonim (Categorie: locuire) (Tip: Necropolă)                                          | sat Dodești, comuna Dodești    | La Șipot și Călugăreasca | sec. XVII - XVIII        |            |            | Încărcați imagine | Raportați eroare |
| 166440.01.01 (Cod LMI: VS-I-m-B-06668.05) | Situl arheologic de la Drăgești - "Sub Siliște" / ansamblu anonim (Categorie: locuire civilă) (Tip: Așezare)                                 | sat Drăgești, comuna Todirești | Sub Siliște              | Noua                     |            |            | Încărcați imagine | Raportați eroare |
| 166440.01.02 (Cod LMI: VS-I-m-B-06668.04) | Situl arheologic de la Drăgești - "Sub Siliște" / ansamblu anonim (Categorie: locuire civilă) (Tip: Așezare)                                 | sat Drăgești, comuna Todirești | Sub Siliște              | geto-dacică              |            |            | Încărcați imagine | Raportați eroare |
| 166440.01.03 (Cod LMI: VS-I-m-B-06668.03) | Situl arheologic de la Drăgești - "Sub Siliște" / ansamblu anonim (Categorie: locuire civilă) (Tip: Așezare)                                 | sat Drăgești, comuna Todirești | Sub Siliște              | sec. II - IV             |            |            | Încărcați imagine | Raportați eroare |
| 166440.01.04 (Cod LMI: VS-I-m-B-06668.02) | Situl arheologic de la Drăgești - "Sub Siliște" / ansamblu anonim (Categorie: locuire civilă) (Tip: Așezare)                                 | sat Drăgești, comuna Todirești | Sub Siliște              | sec. V - IX              |            |            | Încărcați imagine | Raportați eroare |
| 166440.01.05 (Cod LMI: VS-I-m-B-06668.01) | Situl arheologic de la Drăgești - "Sub Siliște" / ansamblu anonim (Categorie: locuire civilă) (Tip: Așezare)                                 | sat Drăgești, comuna Todirești | Sub Siliște              | sec. X - XVIII           |            |            | Încărcați imagine | Raportați eroare |
| 163743.02.01 (Cod LMI: VS-I-s-B-06670)    | Cetatea de pământ Latene de la Dumești - "La Șanțuri" / ansamblu Cetatea de pământ traco-getică (Categorie: locuire) (Tip: Cetate de pământ) | sat Dumești, comuna Dumești    | La Șanțuri               | sec. IV - III a. Chr.    |            |            | Încărcați imagine | Raportați eroare |
| 163743.01.02 (Cod LMI: VS-I-s-B-06669)    | Așezarea Cucuteni de la Dumești - "Între pâraie" / ansamblu anonim (Categorie: locuire civilă) (Tip: așezare)                                | sat Dumești, comuna Dumești    | Între pâraie             | carpică sec. III d. Chr. |            |            | Încărcați imagine | Raportați eroare |
| 163743.01.03 (Cod LMI: VS-I-s-B-06669)    | Așezarea Cucuteni de la Dumești - "Între pâraie" / ansamblu anonim (Categorie: locuire civilă) (Tip: așezare)                                | sat Dumești, comuna Dumești    | Între pâraie             | sec. XV                  |            |            | Încărcați imagine | Raportați eroare |
| 163743.01.01 (Cod LMI: VS-I-s-B-06669)    | Așezarea Cucuteni de la Dumești - "Între pâraie" / ansamblu anonim (Categorie: locuire civilă) (Tip: Așezare)                                | sat Dumești, comuna Dumești    | Între pâraie             | Cucuteni - AIII          |            |            | Încărcați imagine | Raportați eroare |